# NGC 7384
NGC 7384 (بالإنجليزية: NGC 7384)‏ الذي يرمز له بالرمز NGC 7384، هو نجم، ومجرة، في كوكبة الفرس الأعظم.

## الاكتشاف
اكتشف في 27 نوفمبر 1850، بواسطة ويليام بارسونز.